# Мост Юстиниана (Сакарья)
Мост Юстиниана (Мост Бешкёпрю́) (тур. Justinianos Köprüsü) — позднеримский мост через реку Сакарья в Анатолии, в современной Турции. Он был построен восточно-римским императором Юстинианом I (527—565 н. э.) для улучшения связи между столицей Константинополем и восточными провинциями его империи. Этот мост упоминался несколькими авторами того времени, был связан с предполагаемым проектом, впервые предложенным Плинием Младшим императору Траяну по строительству судоходного канала в обход Босфора.
В 2020 году мост Юстиниана был включён во временный список Всемирного наследия ЮНЕСКО.

## Расположение и история
Мост Юстиниана расположен в северо-западной Анатолии, в древнем регионе Вифиния, около 5 км к юго-западу от города Адапазары. Сегодня мост перекинут через небольшой ручей Чарк-Дереси (в древности называвшийся Мелас), который вытекает из близлежащего озера Сапанджа; современное русло гораздо более широкой Сакарьи лежит в 3 км к востоку.
В древности и вплоть до средневековья мост служил важной цели: он был точкой пересечения стратегически важного военного пути от Босфора к восточным провинциям Римской империи, которым угрожала империя Сасанидов. До строительства каменного моста существовал деревянный понтонный мост, который, по словам Прокопия Кесарийского, часто смывался при затоплении реки, что стоило жизни многим людям.
Дата строительства каменного моста может быть достаточно точно определена на основании источников того времени: две хвалебные поэмы Павла Силенциария и Агафия Миринейского, датируемые 562 годом, отмечают завершение его строительства, а летописец Феофан пишет, что работы начались в 6052 году от сотворения мира, что соответствует 559—560 годам. С другой стороны, поскольку Прокопий Кесарийский утверждал, что мост всё ещё строился, когда он писал свою работу о строительных проектах Юстиниана (De Aedificiis), это означало бы, что строительство началось в 560—561 годах и завершилось в 562 году, через пять-шесть лет после ранее предполагавшейся даты. Однако, учитывая, что датировка Феофана несколько неточна, вполне возможно предположить, что строительство моста началось в около 554 года.
В 1899 году под мостом была проложена железнодорожная ветка между городом Адапазары и железнодорожной станцией Арифие.

## Конструкция
Мост построен из блоков известняка, и, в том числе абатменты с обоих концов; его длина составляет 429 м, ширина 9,85 м и высота до 10 м. Мост опирается на семь основных арок. Ширина пролёта пяти арок варьируются от 23 до 24,5 м, с опорами между ними около 6 м толщиной. Они дополнены с обеих сторон меньшей аркой с пролётом около 20 м. Сегодня ручей Чарк-Дерези протекает через одну из западных арок. Кроме того, есть ещё пять арок (две на западном и три на восточном конце) шириной от 3 до 9 м на берегах русла реки, которые служили водосбросами на случай половодья. Восточная часть моста была частично разрушена в результате строительства железнодорожной линии вдоль русла реки. Семь главных опор были, очевидно, украшены маленькими христианскими крестами, которые, за исключением двух, вероятно, были разрушены.
Ниже представлена информация о ширинах (в метрах) основных архитектурных элементов (арки выделены жирным шрифтом, опоры в скобках):
3 (Н. Д.) 7 (9,5) 19,5 (6) 23 (6) 24,5 (6) 24,5 (6) 24 (6) 24,5 (6) 20 (9,5) 9 (Н. Д.) 6 (Н. Д.) 3

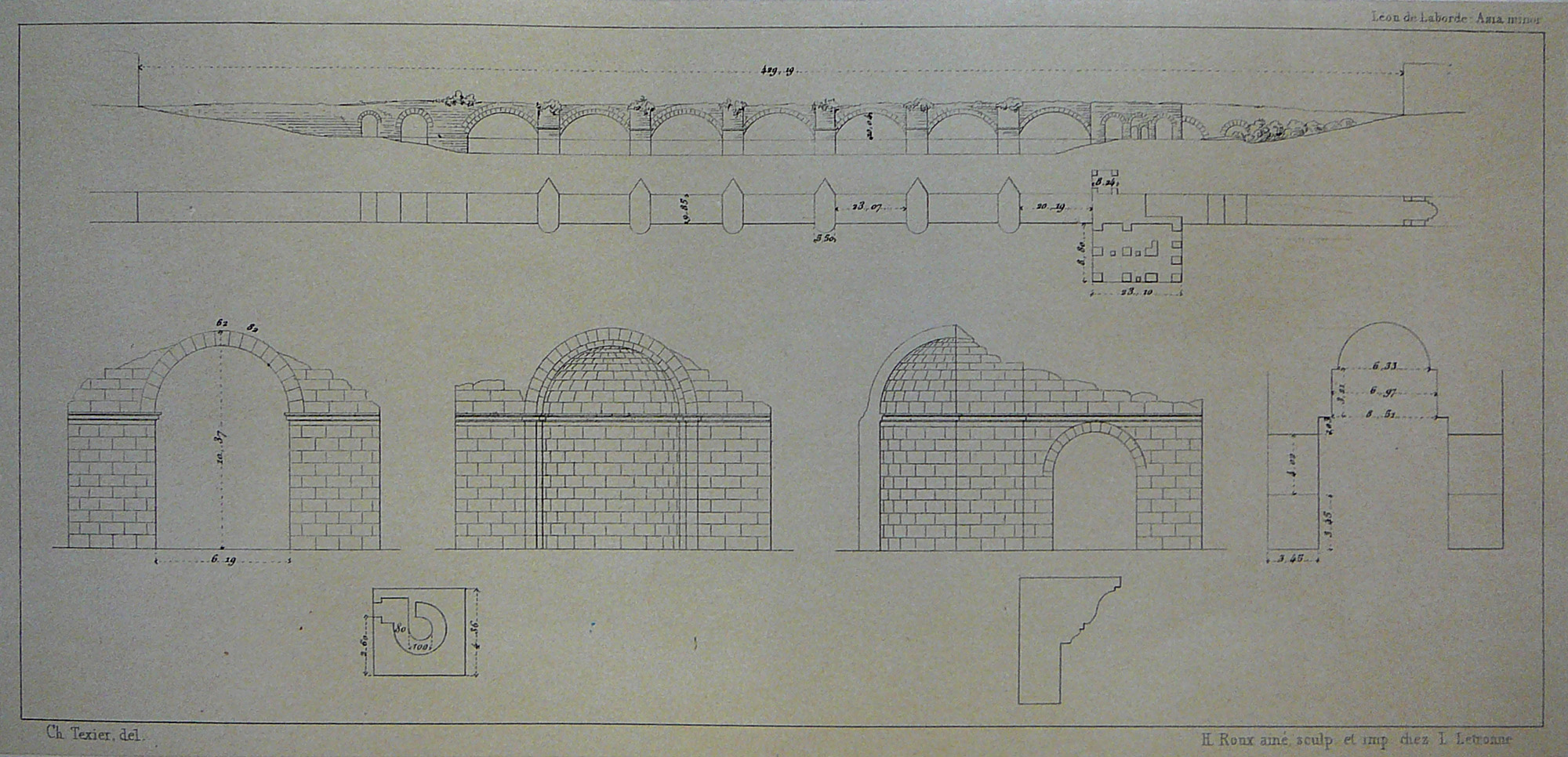
Эскиз уцелевших участков моста, включая ныне утраченную триумфальную арку в западном конце и апсиду в восточном конце (1838 год)

Опоры имеют форму, позволяющую им действовать в качестве водорезов — закруглённые выше по течению и заострённые ниже по течению. Единственным исключением является самая широкая опора на западном берегу, которая имеет клиновидную форму с обеих сторон. Эта особенность моста Юстиниана отличает его от большинства известных римских мостов, которые обычно имеют заострённые водорезы и выше и ниже по течению.
У западного входа стояла триумфальная арка, а с восточной стороны имеются остатки апсиды, функция которой неясна, но, возможно, она служила религиозной святыней. Купол апсиды расположен с восточной стороны, её высота составляет 11 м, а ширина — 9 м. Остатки арки, ныне утраченной, запечатлены на эскизах, сделанных в 1838 году Леоном де Лабордом: они изображают арочный портал, выполненный из камня, находящийся непосредственно у входа на мост. На следующем эскизе приведены некоторые измеренные размеры: портал был 10,37 м в высоту и 6,19 м в ширину, в то время как колонны по обеим сторонам были 4,35 м толщиной.
Мост был также украшен надписью с эпиграммой Агафия Миринейского на греческом языке. Надпись не сохранилась, но её содержание передано в трудах императора Константина VII Багрянородного:

Ты тоже, вместе с гордой Гесперией и народом Мидийцев и всеми варварскими стадами, Сангариус, чьё бурное течение нарушено этими сводами, таким образом, рукой государя был порабощен. Некогда непроходимый для кораблей, некогда неукротимый, ты теперь лежишь в оковах из несгибаемого камня.
Оригинальный текст (греч.)Καὶ σὺ μεθ' Ἑσπερίην ὑψαύχενα καὶ μετὰ Μήδων ἔθνεα καὶ πᾶσαν βαρβαρικὴν ἀγέλην, Σαγγάριε, κρατερῇσι ῥοὰς ἁψῖσι πεδηθεὶς οὕτως ἐδουλώθης κοιρανικῇ παλάμῃ· ὁ πρὶν γὰρ σκαφέεσσιν ἀνέμβατος, ὁ πρὶν ἀτειρὴς κεῖσαι λαϊνέῃ σφιγκτὸς ἀλυκτοπέδῃ.

## Галерея

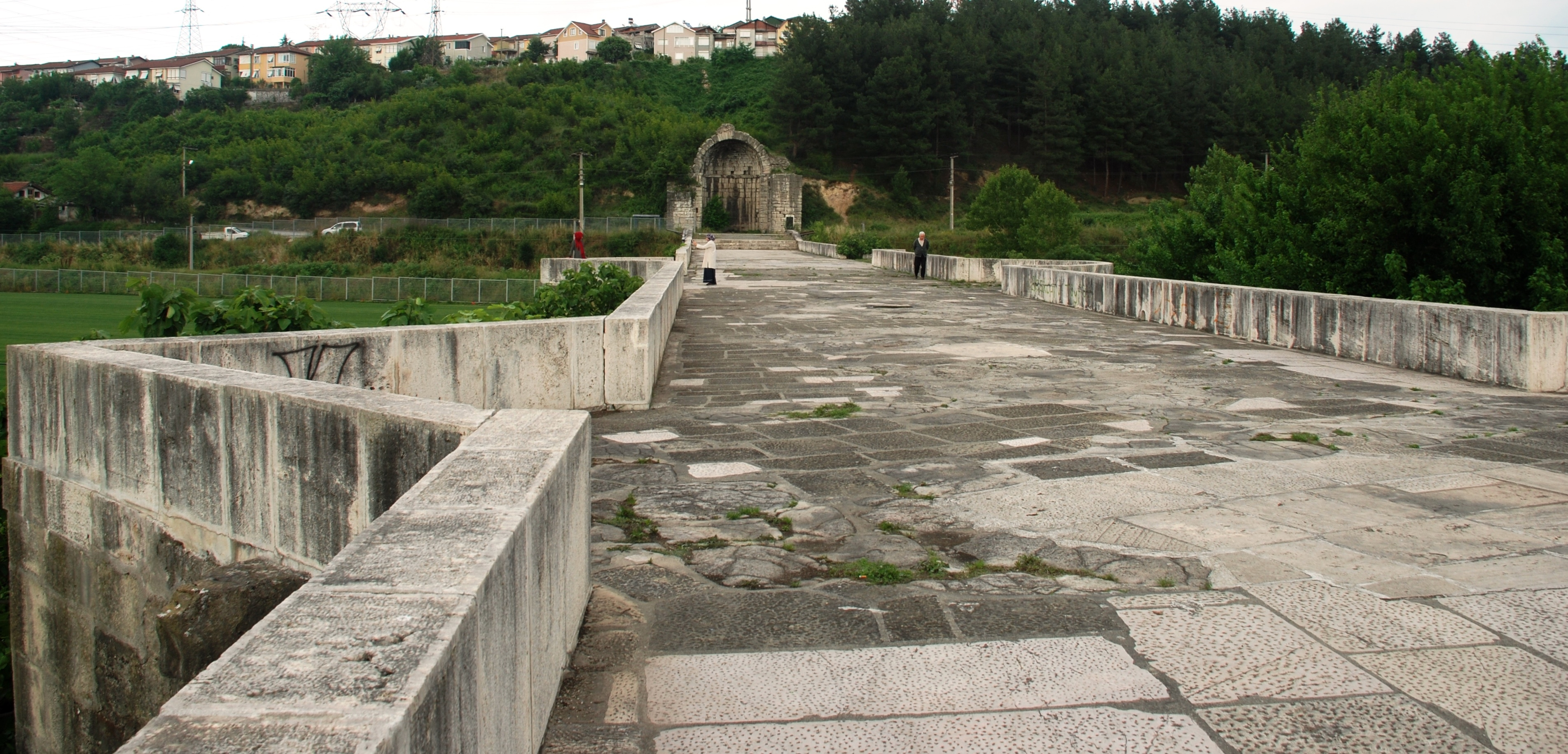
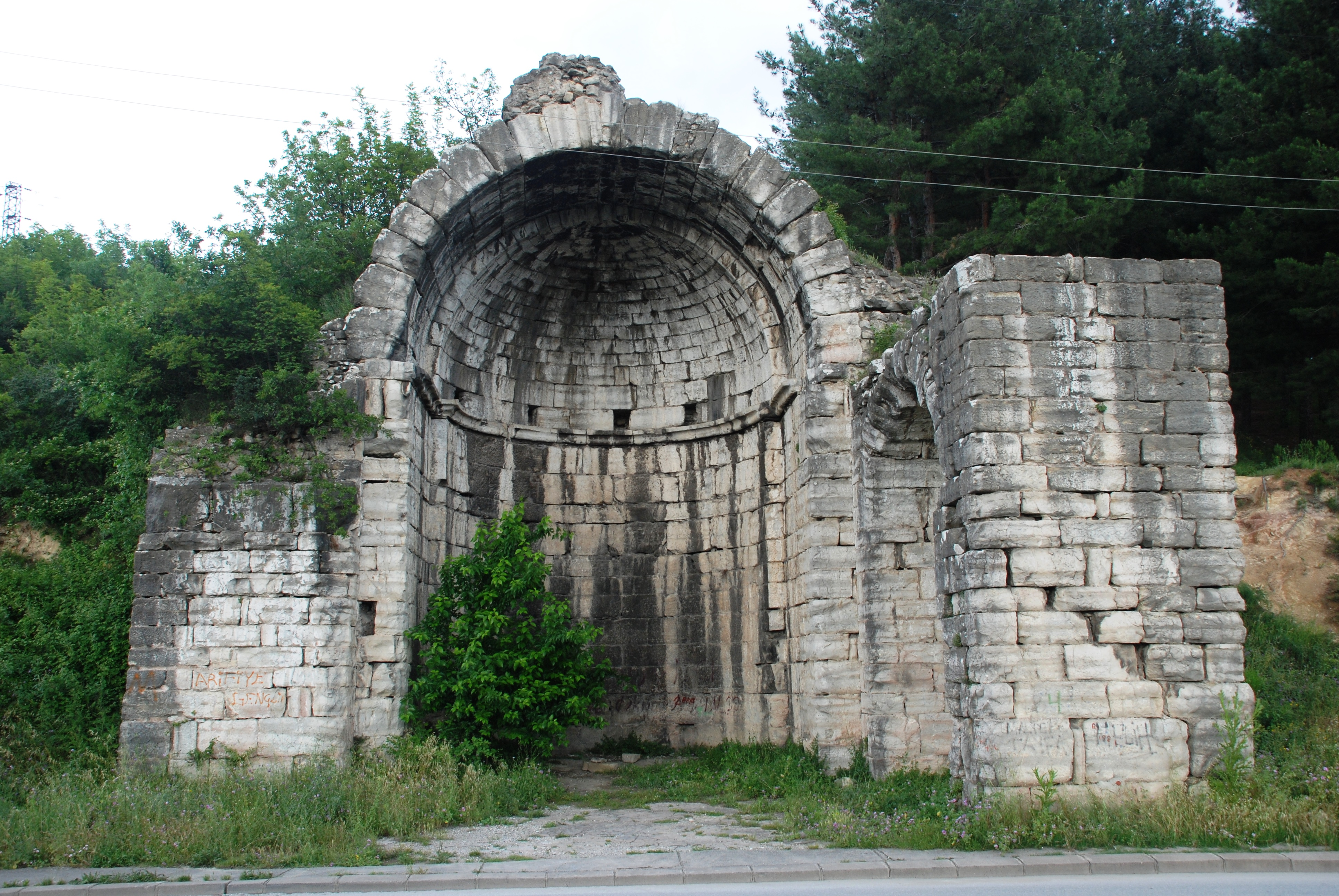
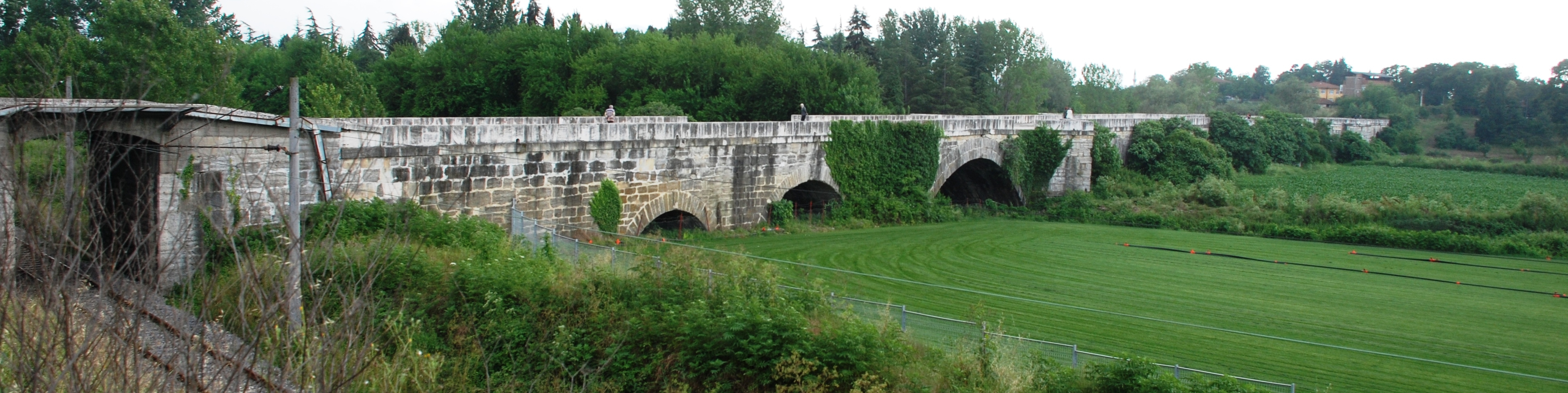

## Видеоматериалы
Видеоролик с панорамой Моста Юстиниана.